# Starostowie brodniccy w I Rzeczypospolitej
Osoby sprawujące urząd starosty brodnickiego na przestrzeni wieków (I RP):
- Mikołaj Szarlejski ze Ściborza – podstoli brzeski, kasztelan inowrocławski od 1438 r., starosta bydgoski od 1441 r., wojewoda inowrocławski od 1453 r., starosta tucholski od 1454 r., wojewoda brzeskokujawski od 1457 r., starosta brodnicki, starosta gniewkowski; członek Związku Pruskiego. Z ramienia królowej Zofii Holszańskiej zarządzał również starostwem inowrocławskim i nieszawskim w latach 1435–1448.
- Mikołaj Działyński herbu Ogończyk (zm. 1490/1498). Kasztelan brzeski od 1476, następnie kasztelan dobrzyński od 1479. W roku 1484 został wojewodą inowrocławskim. Był także starostą brodnickim.
- Mikołaj Działyński herbu Ogończyk (zm. wiosną 1545) – syn Mikołaja i Febronii Danoborskiej. Starosta brodnicki w latach 1485–1542, podkomorzy dobrzyński od 1510, następnie kasztelan chełmiński od 1528. Był także starostą bobrownickim, dobrzyńskim i brodnickim. Wojewoda pomorski od 16 stycznia 1544 do 5 lutego 1545.
- Rafał Działyński herbu Ogończyk (ur. 1510, zm. 3 maja 1572). Syn Mikołaja i Małgorzaty Magdaleny Fogler, brat Jana i Michała. Kasztelan brzeskokujawski 1559, starosta brodnicki i kowalewski w latach 1542–1572. Odbudował warownię w Brodnicy po pożarze 1550.
- Łukasz Działyński herbu Ogończyk (ur. 1556, zm. 1582/1583). Syn Rafała i Katarzyny Górka. Gorliwy luteranin. Podczaszy wielki koronny od 1582, wcześniej cześnik koronny i starosta brodnicki. Był jednym z przywódców opozycji antyhabsburskiej w Prusach Królewskich. Zapisał dzieje wyprawy wojennej 1580.
- Zofia Działyńska
- Anna Wazówna (ur. maj 1568 w Eskilstunie, zm. 26 lutego 1625 w Brodnicy) – polsko-szwedzka królewna, siostra króla Zygmunta III Wazy, starosta brodnicki i golubski.
- Konstancja Habsburżanka (ur. 24 grudnia 1588 w Grazu, zm. 10 lipca 1631 w Warszawie) – królowa Polski i Szwecji wielka księżna Litwy, starosta brodnicki, córka arcyksięcia Karola Styryjskiego i Marii Anny Bawarskiej, która była siostrzenicą jej ojca.
- Anna Katarzyna Konstancja Waza (ur. 7 sierpnia 1619 w Warszawie, zm. 8 października 1651 w Kolonii) – królewna polska, córka króla Zygmunta III Wazy i jego drugiej żony Konstancji Austriaczki. W 1632 sejm wyznaczył jej jako oprawę starostwa brodnickie, gołubskie i tucholskie.
- Cecylia Renata Habsburżanka (ur. 6 lipca 1611 w Grazu, zm. 24 marca 1644 w Wilnie) – królowa Polski, żona króla polskiego Władysława IV, starosta brodnicki. Była szóstym dzieckiem cesarza Ferdynanda II i Marii Anny Wittelsbach. Dzieciństwo spędziła w Grazu, Wiedniu i Pradze.
- Jerzy Ossoliński
- Samuel Jerzy Kalinowski
- Jan Kos
- Konstancja Denhoff Kos
- Maria Kazimiera d’Arquien, „Marysieńka” (ur. 28 czerwca 1641[a] w Nevers, zm. 30 stycznia 1716 w Blois) – królowa Polski, żona króla Jana III Sobieskiego, starosta brodnicki.
- Olbracht Kawieczyński
- Adam Kawieczyński
- Franciszek Bieliński herbu Junosza – marszałek wielki koronny od 1742, marszałek nadworny koronny od 1732, wojewoda chełmiński od 1725, marszałek ziem pruskich od 1714, starosta kowalewski, brodnicki i garwoliński, zasłużony dla rozbudowy Warszawy.
- Jan Kajetan Jabłonowski herbu Prus III. Syn Jana Stanisława Jabłonowskiego. Kawaler Orderu Orła Białego i Orderu Złotego Runa, Tytuł książęcy otrzymał 1743. Pułkownik wojsk koronnych, starosta brodnicki, bobrzecki i czehryński od 1722, wojewoda bracławski od 1754. Feldmarszałek wojsk austriackich.
- Andrzej Hieronim Zamoyski herbu Jelita (ur. 12 lutego 1716 w Bieżuniu, zm. 10 lutego 1792 w Zamościu) – kanclerz wielki koronny w latach 1764–1767, marszałek Trybunału Koronnego w 1761, wojewoda inowrocławski w latach 1757–1764, starosta halicki, lubelski, brodnicki i rostocki.
- Ignacy Błeszyński herbu Oksza – poseł na Sejm Księstwa Warszawskiego, starosta brodnicki, organizator insurekcji kościuszkowskiej w województwie sieradzkim.